# Gertrude Ederle
Gertrude Caroline Ederle (New York, 23 ottobre 1905 – Wyckoff, 30 novembre 2003) è stata una nuotatrice statunitense.
Campionessa olimpica, prima detentrice di 5 record mondiali, fu la prima donna ad attraversare la Manica a nuoto nel 1926.

## Biografia
Gertrude Ederle nacque a Manhattan, New York nel 1905. Era la terza dei sei figli di Gertrude Anna Haberstroh e Henry Ederle, due immigrati dalla Germania. Secondo alcune fonti biografiche suo padre aveva un negozio di macelleria in Amsterdam Avenue in Manhattan. Fu suo padre a insegnarle a nuotare probabilmente nel New Jersey dove la famiglia possedeva una residenza estiva. 
Inizialmente non manifestò alcuna propensione agonistica per il nuoto: scese infatti per la prima volta in vasca all'età di 9 anni e non ebbe un allenamento formale fino a 15; tuttavia, nonostante la scarsità di preparazione alle spalle, già a 17 anni vantava risultati di rilievo, come diversi record nazionali e mondiali su distanze che andavano dalle 50 iarde al mezzo miglio, la conquista di sette record in un solo giorno (nel 1922) e la qualificazione olimpica.
Ai Giochi del 1924 di Parigi vinse la medaglia d'oro con la staffetta 4x100 m stile libero statunitense, più due medaglie di bronzo individuali nei 100 m e nei 400 m. Nel 1925 nuotò per 21 miglia (circa 34 km) attraverso la baia di New York, da Manhattan a Sandy Hook, in 7 ore e 11 minuti, stabilendo il nuovo primato assoluto (maschile e femminile).
Quell'anno tentò anche la traversata della Manica, ma dovette abbandonare per squalifica, essendo stata sostenuta da uno degli allenatori durante un attacco di tosse. Gertrude Ederle volle ritentare l'anno seguente. Il 6 agosto 1926 partì da Cap Gris-Nez, in Francia, alle 7:05 del mattino e arrivò a nuoto a Kingsdown, in Inghilterra, dopo 14 ore e 34 minuti, record che abbassò di oltre due ore il primato detenuto fino a quel momento dall’argentino Enrique Tiraboschi. Era la prima volta che una donna compiva la traversata della Manica a nuoto. Dopo di lei altre donne compirono l'impresa, ma il suo tempo resistette come record per 24 anni, fino a quando nel 1950 venne migliorato da Florence Chadwick (la tredicesima donna a compiere la traversata della Manica).
Al rientro in patria, Gertrude Ederle fu festeggiata con una ticker-tape parade a New York il 27 agosto 1926 e venne ricevuta dal presidente Calvin Coolidge. Nel 1927 interpretò sé stessa nel film La scuola delle sirene (Swim, Girl, Swim). Nel 1933 una caduta dalle scale le procurò gravi lesioni, a seguito delle quali furono necessari anni per il pieno recupero. Nel 1939 riuscì comunque a esibirsi all'Esposizione universale di New York. Negli anni quaranta Gertrude Ederle, che sin da bambina aveva sofferto di problemi d'udito causati dal morbillo, diventò completamente sorda. Ritiratasi dalla scena pubblica, si dedicò a insegnare nuoto a bambini non udenti. Nel 1965 fu inserita nella International Swimming Hall of Fame, la Hall of Fame internazionale del nuoto. Morì il 30 novembre 2003, all'età di 98 anni.

## Nella cultura di massa
- La sua vita viene raccontata nel film La ragazza del mare (2024, Disney)

## Filmografia

### Attrice
- Olympic Mermaids
- Neptune's Nieces
- La scuola delle sirene (Swim Girl, Swim), regia di Clarence G. Badger (1927)
- Sports Immortals
- Fifty Years Before Your Eyes
- Haunts of the Black Masseur